# アベル・アギラール
アベル・アギラール（Abel Aguilar, 1985年1月6日 - ）は、コロンビア・ボゴタ出身の元同国代表サッカー選手。現役時代のポジションはミッドフィールダー。

## 経歴

### クラブ
2005年、ウディネーゼ・カルチョと契約してすぐにアスコリ・カルチョにレンタル移籍した。しかしイタリアの機関による労働許可証の発行が遅れ、プレシーズンのトレーニングに参加できなかったため、1か月ほどしかチームに帯同していない。アスコリで1試合にも出場しないまま年明けにウディネーゼに復帰したが、ウディネーゼでの出場機会はリーグ戦1試合とUEFAカップのRCランス戦の2試合の出場のみだった。
2007年冬、スペイン・セグンダ・ディビシオン（2部）のヘレスCDにレンタル移籍した。2007-08シーズンも続けてヘレスでプレーし、レギュラーとして1シーズン半で48試合に出場した。2008年8月25日、今度はエルクレスCFにレンタル移籍した。継続的に試合に出場して9得点を決めたが、CDテネリフェとレアル・サラゴサに勝ち点3差でプリメーラ・ディビシオン（1部）昇格を逃した。
2009年7月24日、プリメーラ・ディビシオンに復帰したレアル・サラゴサにレンタル移籍した。
2010年7月24日、4年契約で以前在籍したエルクレスに完全移籍した。
2012年7月26日、プリメーラ・ディビシオンに復帰したデポルティーボ・ラ・コルーニャにレンタル移籍。
2013年8月21日、リーグ・アンのトゥールーズFCに200万ユーロの移籍金で加入した。2015-16シーズンは足首の故障により出場機会が減少し、2016年2月2日にプリメイラ・リーガのCFベレネンセスへ期限付き移籍することが決定した。
2016年6月12日、古巣デポルティーボ・カリへ移籍。
2018年8月27日、FCダラスに移籍。
2018年12月、ウニオン・マグダレナに移籍。
2020年2月18日、現役引退を表明した。

### 代表
U-17コロンビア代表とU-20コロンビア代表ではキャプテンを務めた。2003年のFIFAワールドユース選手権で3位入賞したことで一躍脚光を浴びた。グループリーグでは坂田大輔や平山相太を擁する日本と対戦し、65分にチーム3点目をきめて4-1で快勝している。2004年にペルーで開催されたコパ・アメリカにはコロンビアA代表の一員として臨み、グループリーグのペルー戦と準々決勝のコスタリカ戦でそれぞれ1得点して準決勝進出に貢献した。2005年の南米ユース選手権にはキャプテンとして臨み、18年ぶりの優勝を果たした。同年のFIFAワールドユース選手権にも選出され、イタリアなどと同居したグループリーグを首位で通過したが、決勝トーナメント1回戦でアルゼンチンに敗れた。

## 所属クラブ
- デポルティーボ・カリ 2002-2005
- ウディネーゼ・カルチョ 2005-2010

→ アスコリ・カルチョ 2005 (loan)
→ ヘレスCD 2007-2008 (loan)
→ エルクレスCF 2008-2009  (loan)
→ レアル・サラゴサ 2009-2010 (loan)
- エルクレスCF 2010-2013

→ デポルティーボ・ラ・コルーニャ 2012-2013 (loan)
- トゥールーズFC 2013-2016
- トゥールーズFC B 2015-2016

→ CFベレネンセス 2016 (loan)
- デポルティーボ・カリ 2016-2018
- FCダラス 2018
- ウニオン・マグダレナ 2019

## 代表歴

### 出場大会
- コロンビア代表
  - 2014 FIFAワールドカップ
  - 2018 FIFAワールドカップ

### 試合数
- 国際Aマッチ 71試合 7得点（2004年-2018年）[9]

| コロンビア代表 | 国際Aマッチ | 国際Aマッチ |
| 年             | 出場        | 得点        |
| -------------- | ----------- | ----------- |
| 2004           | 7           | 2           |
| 2005           | 5           | 2           |
| 2006           | 0           | 0           |
| 2007           | 0           | 0           |
| 2008           | 1           | 0           |
| 2009           | 7           | 0           |
| 2010           | 2           | 0           |
| 2011           | 9           | 0           |
| 2012           | 2           | 0           |
| 2013           | 11          | 1           |
| 2014           | 9           | 0           |
| 2015           | 2           | 1           |
| 2016           | 3           | 1           |
| 2017           | 10          | 0           |
| 2018           | 3           | 0           |
| 通算           | 71          | 7           |

### 得点
| # | 日時           | 場所           | 対戦相手             | スコア | 結果  | 大会                              |
| - | -------------- | -------------- | -------------------- | ------ | ----- | --------------------------------- |
| 1 | 2004年7月12日  | トルヒーリョ   | ペルー               | 1 - 2  | 2 - 2 | コパ・アメリカ2004                |
| 2 | 2004年7月17日  | トルヒーリョ   | コスタリカ           | 0 - 1  | 0 - 2 | コパ・アメリカ2004                |
| 3 | 2005年7月12日  | マイアミ       | トリニダード・トバゴ | 1 - 2  | 1 - 2 | 2005 CONCACAFゴールドカップ       |
| 4 | 2005年7月17日  | ヒューストン   | メキシコ             | 1 - 2  | 1 - 2 | 2005 CONCACAFゴールドカップ       |
| 5 | 2013年2月7日   | マイアミ       | グアテマラ           | 0 - 3  | 1 - 4 | 親善試合                          |
| 6 | 2015年3月30日  | アブダビ       | クウェート           | 1 - 0  | 3 - 1 | 親善試合                          |
| 7 | 2016年10月11日 | バランキージャ | ウルグアイ           | 1 - 0  | 2 - 2 | 2018 FIFAワールドカップ・南米予選 |